# 第三届中国国际进口博览会
第三届中国国际进口博览会（英語：The 3rd China International Import Expo），又称2020年中国国际进口博览会，是于2020年11月，由中华人民共和国商务部和上海市人民政府主办的大型博览会。也是自2018年首届中国国际进口博览会后第三次举办的国际进口博览会，主办地点位于中国上海市国家会展中心，举办时间为11月5日至11月10日。

## 筹备
2019年11月10日，中国国际进口博览局副局长孙成海在第二届进博会闭幕新闻通气会上介绍，第三届企业商业展将分为四大主题板块，进一步拓宽展区和展览品种。12月2日，第三届中国国际进口博览会商务论坛在澳大利亚悉尼举行，鼓励澳大利亚企业积极参与到此次展会中。
2020年2月26日，中国国际进口博览会首度举行网上签约会。因2019冠状病毒病（COVID-19）疫情爆发，3月12日，组委会决定第三届进口博览会将首次设置公共卫生、非银行金融等新题材。4月27日，技术装备展区扩容。5月18日，商务部副部长王炳南介绍，第三届进口博览会将于2020年11月5日至10日在中国上海举办。5月18日，中华人民共和国国务院总理李克强在发布的《2020年国务院政府工作报告》中提出，“筹办好第三届进博会，积极扩大进口，发展更高水平面向世界的大市场”。
2020年9月29日，上海市文化和旅游局披露，上海已梳理形成第三届中国国际进口博览会接待宾馆酒店名单，并专门制定出台《第三届中国国际进口博览会住宿场所疫情防控管理指引》，确保第三届进博会来宾“住得下、游得好”，并加强卫生管理和防疫准备。10月1日，上海机场边检站在浦东国际机场口岸正式启用14条进博会边检专用通道。
2020年10月14日，中华人民共和国财政部、海关总署、国家税务总局宣佈对进博会展期内销售的合理数量的进口展品免征进口关税。2020年11月3日，进口博览会新闻中心对外开放试运营，4日起正式启用。因应今年疫情，此届进博会改为云报名、云沟通、云对接、云签约，在4月9日更是举办了网上海外路演推介会。尽管如此，第三届进博会筹备速度快于前两届，企业商业展的已签约展览面积超过规划面积的60%，更会在医疗器械及医药保健展区设立“公共卫生防疫专区”。

## 开幕
2020年11月4日，第三届中国国际进口博览会开幕式在上海举行，中共中央政治局常委、國務院副總理韓正宣佈第三屆進博會開幕，中共中央政治局委員、國務院副總理胡春華主持開幕式。中共中央总书记、中华人民共和国主席习近平通过视频发表“共同开放 共担责任 共同发展”主旨演讲。其中提出中国愿同更多国家商签高标准自由贸易协定，共建一带一路，推动尽快签署区域全面经济伙伴关系协定，加快中欧投资协定、中日韩自由贸易区等谈判进程。并表示中国将继续积极参与世界贸易组织改革，并加强与联合国、二十国集团、亚太经合组织、金砖国家等机制合作。
巴基斯坦总统阿尔维、南非总统拉马福萨、智利总统皮涅拉、乌兹别克斯坦总统米尔济约耶夫、塞尔维亚总统武契奇、西班牙首相桑切斯、巴布亚新几内亚总理马拉佩、匈牙利总理欧尔班、聯合國貿易和發展會議秘書長基圖伊、世界衛生組織總幹事譚德塞、世界知識産權組織總幹事鄧鴻森、世界貿易組織副總幹事易小準发表视频致辞。

## 展览
第三届中国国际进口博览会分为国家展和企业商业展，其中企业商业展规划面积36万平方米，共设六大展区，展商近340家，世界500强及龙头企业70多家：
- 汽车（1.2馆）：世界前七大整车集团及世界500强和龙头汽车零配件企业。
- 技术装备（3馆、4.1馆和北馆）：集聚了世界工业电气行业前十、工程机械行业六大领军企业及打印行业五大龙头。
- 医疗器械及医药保健（7.1、7.2、8.1馆）：世界排名前十的制药企业和世界排名前十四的医疗器械企业悉数赴约。
- 食品及农产品（1.1、2.1和2.2号馆）：有近百个国家和地区的上千家企业参展，是所有展区中参展国别和企业最多的。
- 服务贸易（8.2号馆）
- 消费品（5.1、5.2、6.1、6.2馆）

此外还设立四大专区：
- 公共卫生防疫专区
- 智慧出行专区
- 节能环保专区
- 体育用品及赛事专区

## 成果
尽管2019冠状病毒病疫情仍在全球蔓延，但第三届进博会各方合作意愿热度不减。根据中国国际进口博览局副局长孙成海的介绍，第三届中国国际进口博览会累计意向成交726.2亿美元，比上届增长2.1%。

## 评价
- 英国路透社介绍了此次进口博览会的开幕和背景，称中国国际进口博览会的创建与中美贸易战爆发有关，并引用习近平在开幕式中提到的“要致力于推进合作共治的共同开放，不应该任由单边主义、保护主义破坏国际秩序和国际规则”[21]。
- 香港《南华早报》评价，由于2019冠状病毒病（COVID-19）疫情影响，此次进口博览会的注册人数为40万人，较2019年第二届中国国际进口博览会的50万人相比要减少许多[22]。